# Tyana acypera
Tyana acypera är en fjärilsart som beskrevs av George Francis Hampson 1905. Tyana acypera ingår i släktet Tyana och familjen trågspinnare. Inga underarter finns listade i Catalogue of Life.